# 甲磺酸铈
甲磺酸铈(III)是铈的甲磺酸盐，为白色固体，通常以二水合物Ce(CH3SO3)3·2H2O的形式由碳酸铈(III)和甲磺酸反应沉淀得到。它最初于1979年由L.B. Zinner制得。其晶体具有单斜聚合结构，每个甲磺酸根离子与两个8配位数的铈原子键合。无水盐可以通过水合物在120 °C的失水得到。其它镧系金属甲磺酸盐也能通过类似的方法制得。 甲磺酸铈(III)的溶液可以作为电化学法制备Ce(IV)的前体，Ce(IV)作为强氧化剂可用于有机合成。电化学法生成Ce(IV)是锌-铈电池阳极的基本半反应。